# Zinconigerita-6N6S
La zinconigerita-6N6S és un mineral de la classe dels òxids que pertany al grup de la nigerita.

## Característiques
La zinconigerita-6N6S és un òxid de fórmula química Zn₃Sn₂Al₁₆O₃₀(OH)₂. Va ser aprovada com a espècie vàlida per l'Associació Mineralògica Internacional l'any 2018, sent publicada l'any 2022. Cristal·litza en el sistema trigonal.
L'exemplar que va servir per a determinar l'espècie, el que es coneix com a material tipus, es troba conservat a la col·lecció mineralògica del Museu Geològic de la Xina, a Beijing (República Popular de la Xina), amb el número de catàleg: m13811.

## Formació i jaciments
Va ser descoberta a Xianghualing, al comtat de Linwu, Chenzhou (Hunan, República Popular de la Xina). També ha estat descrita a la pegmatita Rosendal de l'illa de Kimitoön, a la regió de Finlàndia Pròpia (Finlàndia), i a la pegmatita de Roncadeira, al municipi de Nova Palmeira (Paraíba, Brasil).